# Marion Harris

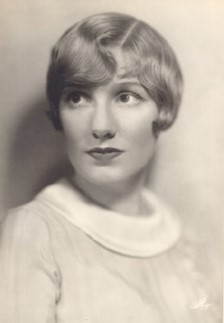
Marion Harris 1924

Marion Harris  (* 4. April 1896 in Pigeon Township, Vanderburgh County, Indiana als Mary Ellen Harrison; † 23. April 1944 in New York City) war eine US-amerikanische Blues-, Pop und Jazzsängerin.

## Leben und Wirken
Marion Harris begann ihre Karriere um 1914 als Sängerin in Vaudeville-Truppen und Filmtheatern in Chicago. Der Tänzer Vernon Castle führte sie 1915 in die Theater von New York ein, wo sie in Irving Berlins Revue Stop! Look! Listen! debütierte.
1916 entstanden ihre ersten Schallplatten für Victor, als sie Songs wie Everybody’s Crazy ’bout the Doggone Blues, But I’m Happy, After You’ve Gone, A Good Man Is Hard to Find und When I Hear that Jazz Band Play einspielte. Ihr größter Erfolg war 1916 I Ain’t Got Nobody.
Nachdem ihr 1920 das Victor-Label nicht gestattete, W.C. Handys St. Louis Blues aufzunehmen, wechselte sie zu Columbia, wo sie mit dem Song großen Erfolg hatte. Da sie häufig Jazz und Blues-beeinflusste Nummern sang, wurde sie manchmal „The Queen of the Blues“ genannt.  Handy schrieb über die Sängerin: „sie sang den Blues so gut, dass die Leute dachten, die Sängerin wäre eine Farbige“. Harris kommentierte das wie folgt: „You usually do best what comes naturally, so I just naturally started singing Southern dialect songs and the modern blues songs.“
Ab 1922 nahm sie Schallplatten für das Label Brunswick auf. Sie trat weiterhin in den 1920er Jahren in Broadway-Theatern auf und gastierte regelmäßig  im Palace Theatre, trat in der Florenz Ziegfeld Revue Midnight Frolic auf und tourte mit Vaudevilleshows durch das Land. Marion Harris pausierte nach ihrer Heirat mehrere Jahre und kümmerte sich um ihre zwei Kinder; nach der Scheidung 1927 gastierte sie erneut in New Yorker Theatern, nahm für Victor auf und hatte einen Auftritt in einem achtminütigen Promotion-Film, Marion Harris, Songbird of Jazz. Nach ihrer Mitwirkung in einem frühen Hollywood-Musical (Der jüngste Leutnant mit Ramón Novarro) trat sie eine Weile krankheitsbedingt nicht mehr auf.
Zwischen 1931 und 1933 war sie in NBC-Radioshows wie The Ipana Troubadors und Rudy Vallées The Fleischmann's Yeast Hour zu hören; dabei wurde sie von NBC als „The Little Girl with the Big Voice“ angekündigt.
Anfang 1931 gastierte sie in London und hatte ein längeres Engagement im Café de Paris. In London trat sie auch in dem Musical Ever Green und in Radiosendungen der BBC auf. Anfang der 1930er Jahre entstanden in England weitere Schallplatten; kurz darauf heiratete sie einen englischen Theateragenten. Ihr Haus wurde durch den Angriff der Deutschen bei der Luftschlacht um England 1941 zerstört;  1944 kehrte sie an einem Nervenleiden erkrankt nach  New York zurück. Sie starb zwei Monate später bei einem Zimmerbrand, da sie rauchend im Bett eingeschlafen war.